# Centrum-Zuid
Centrum-Zuid is een buurt (buurt 5) in het noorden van het dorp Oud-Beijerland, gemeente Hoeksche Waard, in de Nederlandse provincie Zuid-Holland. De buurt heeft een oppervlakte van 34 ha, waarvan 34 ha uit land bestaat. Centrum-Zuid grenst in het noorden aan Centrum-Noord en de Oosterse Gorzenwijk, in het westen aan de Spuioeverwijk, de Zeeheldenwijk en de Zoomwijck, in het zuiden aan de Zeeheldenwijk en de Zuidwijk en in het oosten aan de Croonenburghwijk. De buurt telt 0 inwoners (2023). 
Centrum-Zuid, vormt samen met Centrum-Noord het centrum van Oud-Beijerland. In Noord zijn de meeste winkels te vinden en is er minder plaats voor woongelegenheid. In Zuid is de Veilingpassage – een overdekte winkelstraat – te vinden, net als de Dorpskerk. 
- Bijl
- Boomgaardstraat
- Boterstraat
- Van Brakelstraat
- Beneden Molendijk
- Emmastraat
- Julianastraat
- Karel Doormanstraat
- Kerkstraat
- Koninginneweg
- Kortenaerstraat

- Laningpad
- Van Linschotenplein
- Marktplein
- Middelstraat
- Nobelstraat
- Oostdijk
- Ooststraat
- Oost-Voorstraat
- Oranjestraat
- Peperstraat
- Prins Bernhardstraat

- Prins Hendrikstraat
- Prinses Irenestraat
- Van Speijkstraat
- Steenenstraat
- Touwslagerspad
- Veilinpassage
- Vlietkade
- Waterstal
- West-Voorstraat
- Wilhelminaplein
- Wilhelminastraat

Wijk 00: De Bosschen · De Hoogerwerf · Centrum-Noord · Centrum-Zuid · Croonenburghwijk · Landelijk gebied · Oosterse Gorzenwijk (Gorzenhoek) · Poortwijk (Poortwijk I, II en III) · Spuioeverwijk · Zeeheldenwijk · Zinkweg · Zoomwijck · Zuidwijk